# Pterocarpus tessmannii
Pterocarpus tessmannii är en ärtväxtart som beskrevs av Hermann August Theodor Harms. Pterocarpus tessmannii ingår i släktet Pterocarpus och familjen ärtväxter. Inga underarter finns listade i Catalogue of Life.